# Шокачко певачко друштво
Шокачко певачко друштво је било удружење које су основали рекашки Шокци.

## Историја
На подстицај рекашких учитеља Јулија Шимрака и Стипана Чилића и домаћег родољуба Ивана Јанкулова-Целана у Рекашу је 21. новембра 1888. основано Шокачко певачко друштво, које је имало 44 члана оснивача. Привремени председник друштва је постао Иван Пелић, а секретар Стипан Чилић. Друштво је дибило правни статус од аустроугарског Министарства унутрашњих послова 7. фебруара 1889. године. Након што је одобрен рад друштва, за председника је изабран Иван Јанкулов-Целан, а за секретара Стипан Чилић. Рекашки немачки учитељ Нокер је био хоровођа друштва. Друштво је у свом мушком хору, који је једини и постојао, неговало шокачку световну и црквену песму, као и песме народа са којима су у Рекашу и Банату живели Шокци. Друштво је имало запажен наступ на Темишварском сајму одржаном пре 1904. године. Самосталним концертима и наступима на разним приредбама, као и редовним црквеним певањем, шокачки певачи су доприносили музичкој и општој култури у Рекашу. За време Првог светског рата друштво је престало са радом.
Заслугом некадашњег председника друштва, Ивана Јанкулова-Целана, као и младих шокачких културних радника Јоце и Ђуке Ћосића, 3. септембра 1920. године обновљен је рад певачког друштва. Свој статут је друштво прилагодило 3. септембра 1922. године, а меморандум потписују председник Иван Јанкулов-Целан и секретар Јоца Ћосић. Састав друштва био је: Иван Јанкулов-Целан - председник, Јоца Ћосић - секретар, Ђука Ћосић - потпредседник, Алберт Ћосић, Иван Ћосић, Јакоб Јанкулов, Павел Томин - благајник, Јоца Јанкулов, Јоца Амбруш, Иван Јанкулов, Матеј Јанкулов, Ђука Станић, Павел Буда, Ђука Пелић, Јоца Пелић, Матеј Јанкулов, Матеј Станић, Ђука Каталинић, Јоца Катин, Алберт Пелић, Иван Јанкулов, Јоца Веке млинар, Матеј Јанкулов, Иван Амбруш, Иван Јанкулов, Матеј Лани - свештеник, Јоца Херцег, Мате Амбруш, Ђука Станић, Ђука Станић, Матеј Станић, Јакоб Станић, Ђура Томин, Ђука Амбруш, Иван Јанкулов, Јакоб Јанкулов, Матеј Томин, Иван Каталинић, Иван Пелић, Никола Кружић, Иван Станић, Стјепан Вуковић- учитељ, Ђука Катин, Јакоб Пелић и Ђука Јанкулов. Рекашки певачи су 14. априла 1923. године прославили 35 година од оснивања друштва, што им је својим учешћем увеличало Српско певачко друштво „Слога” из Темишвара. Након што је већи део Баната, заједно са Рекашем, припојен Краљевини Румунији 1919. године, настала је обавеза друштва да свој статус озакони у новој држави. Шокачко певачко друштво саставља молбу 31. јула 1924. године, а судска расправа одржана је 25. октобра 1924. године. Друштво заступа Ђука Ћосић са пуномоћјем, које су 18. октобра потписали председник Иван Јанкулов-Целан и секретар Јоца Ћосић. Суд је позитивно решио молбу рекашких Шокаца и одобрио правни статус Друштва решењем од 9. маја 1925. године.
Застава друштва на једној страни имала је натпис Темеш-Рекашко Шокачко Певачко друштво, са сликом Светог Ивана Крститеља. На другој страни застеаве је био натпис на мађарском језику Temes-Rekasi Sokacz dalkör, испод кога је била слика Богородице. Обе слике су на тамноцрвеној подлози, а застава се чувала у рекашкој цркви.

Пробе су одржаване два-три пута недељно, једно време у згради шокачке школе. Некадашњи члан певачког друштва, Мате Јанкулов-Венцил је 1983. године о друштву рекао: 
| „ | Певачко друштво је било основано 1888, а у 1925. смо били 42 члана који редовито смо похађали на вежбе. Зборовођа нам је био капелан јако музикалан по имену Петер Лани, али наш језик, како је он био Немац, јако добро је говорио. Он је био наколико година онда је ошао у Америку, па је дошао неки Кун те нас је учио даље. Кад је тај ошао онак је дошао Мерздорф, исто капелан. Онда прико 2—3 године и тај је отишао у Аустрију. Онак је преузео домаћи учитељ Вуковић Стјепан и тај је био док је причео рат. Онак више није било певача... | ” |

Међу активистима који су деловали у певачком друштву су били: као хоровођа учитељ Виктор Бономи, као председници Сигизмунд Кардош и свештеник Иван Колесар, као секретари Јулије Шимрак, Марко Катин, Андрија Јанкулов. Након Другог светског рата гуде се трагови рада Шокачког певачког друштва.

## Реферемце
1. ↑  Krpan 1990, стр. 81.
2. ↑  „Šokačko pjevačko društvo u Rekašu”. Hrvatska grančica: 10. фебруар 2022.
3. ↑  Krpan 1990, стр. 82.
4. ↑  Krpan 1990, стр. 83.